# Henri Stoffel
Henri Stoffel (ur. 2 czerwca 1883, zm. 16 października 1972) – francuski kierowca wyścigowy.

## Kariera
W swojej karierze wyścigowej Stoffel poświęcił się startom w wyścigach Grand Prix oraz w wyścigach samochodów sportowych. W 1929 roku odniósł zwycięstwo w wyścigu Gran Premio de Guipuzcoa. W 1939 roku Francuz był klasyfikowany w Mistrzostwach Europy AIACR. Z dorobkiem piętnastu punktów uplasował się wówczas na trzynastej pozycji w klasyfikacji generalnej.
W latach 1923-1925, 1928-1929, 1931, 1935, 1937 Stoffel pojawiał się w stawce 24-godzinnego wyścigu Le Mans. W pierwszym sezonie startów nie dojechał do mety. Rok później odniósł zwycięstwo w klasie 5, co oznaczało drugą pozycję w klasyfikacji generalnej. W 1928 roku stanął na najniższym stopniu podium klasy 5, a w klasyfikacji generalnej był również trzeci. W kolejnym sezonie w klasie 5 był czwarty. W latach 1931, 1935 zwyciężał odpowiednio w klasie 8 i klasie 3. W ostatnim swoim starcie został sklasyfikowany na trzecim miejscu zarówno w klasie 5, jak i w klasyfikacji generalnej.